# Шикшнис, Марцелинас
 Марцели́нас Шикшни́с  (лит.  Marcelinas Šikšnys ; 2 (14) мая 1874, деревня Нотинишкяй (ныне Радвилишкский район) — 15 августа 1970, Вильнюс) — литовский поэт, прозаик, драматург, публицист, педагог.

## Биография
В 1893 году окончил гимназию в Шавлях. В 1897 (или 1898) году окончил физико-математический факультет Московского университета. Служил в Русской императорской армии, получил звание прапорщика.
С 1899 года преподавал в реальной гимназии в Риге. Во время Первой мировой войны преподавал в эвакуированных литовских гимназиях в Воронеже (1915—1918). В 1918—1939 годах преподаватель в литовской гимназии Витовта Великого в Вильно (в 1922—1939 годах директор).
Играл в первых литовских любительских спектаклях и был их режиссёром.

## Творчество

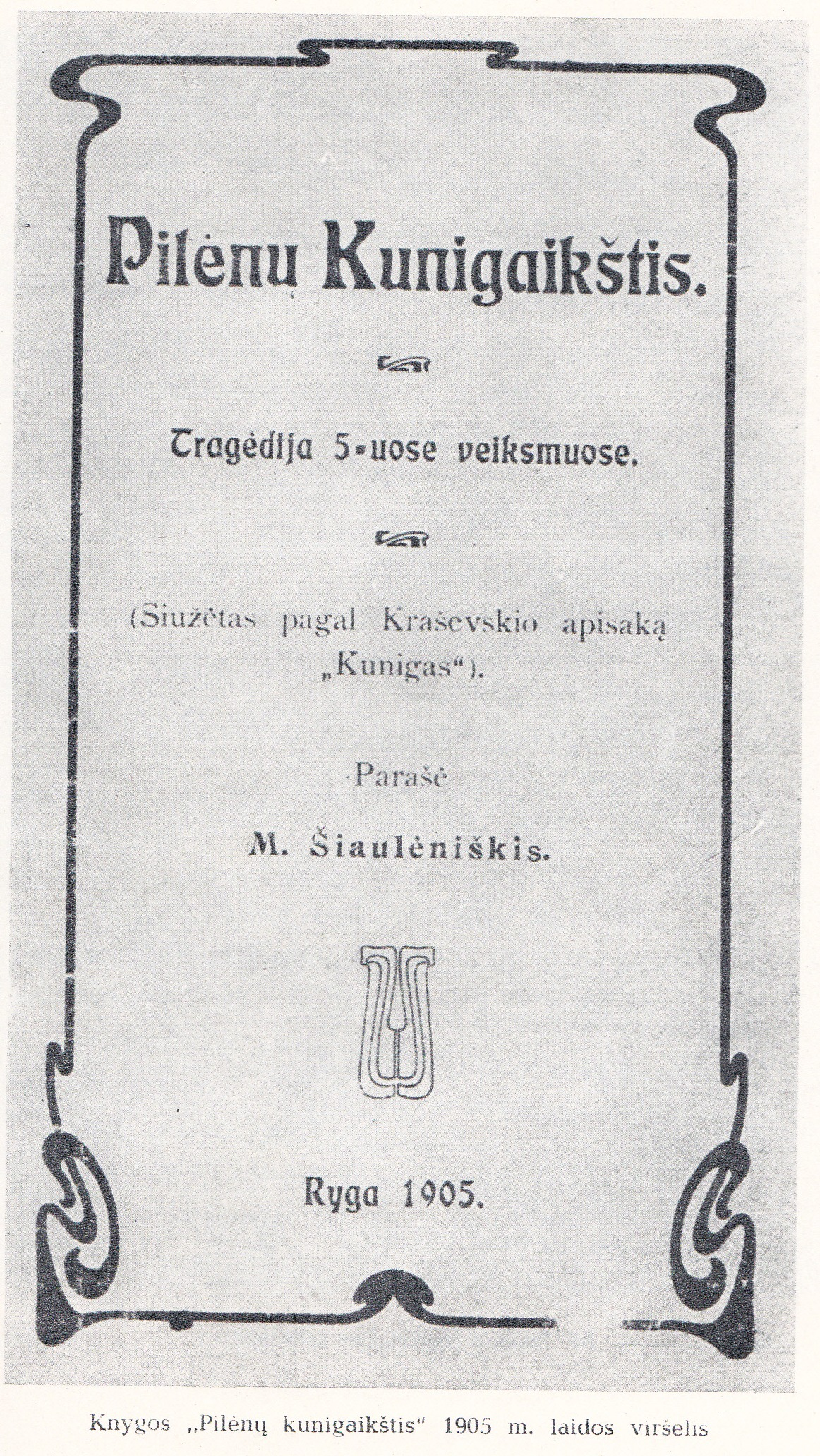
«Пиленский князь». Титульная страница первого издания (Рига, 1905)

В молодости много времени и сил уделял художественному творчеству. Писал стих и посылал их в запрещённые в Литве литовские периодические издания «Варпас» („Varpas“; «Колокол») и «Укининскас» („Ūkininkas“; «Хозяин»). Публиковался в литовской периодике с 1895 года. Переводил поэзию с русского и армянского языков.
Написал несколько учебников алгебры и геометрии, по которым обучались во всех школах Литвы до Второй мировой войны.
Автор ряда драм («Крылья»; 1907; «Наказание судьбы»; 1911).
Наиболее известное произведение Шикшниса — трагедия «Пиленский князь» („Pilėnų kunigaikštis“). Сюжет и характеры персонажей заимствованы из исторического романа Юзефа Игнация Крашевского «Кунигас». Пьеса была издана в Риге (1905) и поставлена в Вильно в здании ратуши 6 мая 1906 года; это было первое значительное сценическое представление на литовском языке.

## Память
На доме в Вильнюсе, в котором в 1934—1970 годах жил Марцелинас Шишкнис (улица Кястучё 27/20, Жверинас), в 1974 году установлена мемориальная таблица с надписью на литовском и русском языках: „Šiame name 1934—1970 m. gyveno kultūros veikėjas, rašytojas, pedagogas Marcelinas Šikšnys“. Имя Марцелинса Шикшниса с 1990 года носит школа в местечке Шяуленай, ныне гимназия. Именем Шикшниса названа одна из улиц в Новой Вильне.